# Sancterila
Sancterila is een geslacht van vlinders uit de familie van de Lycaenidae, de kleine pages, vuurvlinders en blauwtjes. De wetenschappelijke naam en de beschrijving van dit geslacht zijn voor het eerst gepubliceerd in 1983 door John Nevill Eliot en Akito Kawazoé.
De soorten van dit geslacht komen voor in het Oriëntaals gebied.

## Soorten
- Sancterila archagathos (Fruhstorfer, 1910)
- Sancterila deliciosa (Pagenstecher, 1896)
- Sancterila drakei Cassidy, 1995
- Sancterila hermarchus (Fruhstorfer, 1910)
- Sancterila prattorum Eliot & Kawazoé, 1983
- Sancterila russelli Eliot & Kawazoé, 1983
- Sancterila shelfordii (de Nicéville, 1902)